# 西利亞哈塔山
14°11′03″S 70°41′24″W / 14.18417°S 70.69000°W
西利亞哈塔山（Sillajata），是秘魯的山峰，位於該國東南部普諾大區，由梅爾加省的努尼奧瓦區負責管轄，屬於韋爾卡努塔山脈的一部分，海拔高度5,037米。